# 6. (črnogorska) divizija (KNOJ)
6. (črnogorska) divizija KNOJ je bila partizanska divizija, ki je delovala v sklopu Korpusa narodne obrambe Jugoslavije v Jugoslaviji med drugo svetovno vojno.
Ustanovljena je bila septembra 1945.